# パウル・ハウサー
パウル・ハウサー（ドイツ語: Paul Hausser, 1880年10月7日 - 1972年12月21日）は、ドイツの陸軍軍人。ナチス親衛隊及び武装親衛隊の将軍。国家社会主義ドイツ労働者党の党員で鉄兜団の地方指導者も務めた。

## 概要
国家社会主義ドイツ労働者党(ナチ党)の組織親衛隊(SS)の軍事部門・武装親衛隊(Waffen-SS)に設立当初より深く関与しており、ナチ党もしくはそのトップであるアドルフ・ヒトラーの私兵ともいうべき武装親衛隊を精強な軍事組織に変貌させたことで知られる。最終階級は親衛隊上級大将及び武装親衛隊上級大将（SS-Oberst-Gruppenführer und Generaloberst der Waffen-SS）。柏葉・剣付騎士鉄十字章受章者。

## 生涯

### 陸軍軍人
ドイツ帝国領邦プロイセン王国ブランデンブルク州のブランデンブルク・アン・デア・ハーフェルに生まれる。父はプロイセン軍人クルト・ハウサー(Kurt Hausser)少佐。母はその妻アンナ(Anna)（旧姓オット(Otto)）。
父と同じくプロイセン軍人の道を進み、1892年にポンメルン地方ケスリン(de)の陸軍幼年学校に入学。1896年からベルリンのリヒターフェルデ(de)にあるプロイセン陸軍士官学校へ移り、1899年まで在学した。
1899年に少尉に任官するとともにプロイセン第155歩兵連隊に入営し、同連隊に1907年まで勤務した。1908年から1911年にかけてプロイセン陸軍大学校に入学。1909年から1912年にかけては海軍で空中観測員も務めている。1912年から参謀本部に配属となり、地図部門に勤務した。1913年10月に参謀大尉に昇進するとともにバイエルン王国皇太子ループレヒトの参謀となる。
第一次世界大戦がはじまると第6軍団に配属され、第109歩兵師団の参謀将校となる。西部戦線やルーマニア、バルト諸国で戦った。
戦後もヴァイマル共和国軍に残留。1921年から1923年まで第2師団参謀を務め、ついで1923年から1925年まで同師団第4連隊第3大隊長となり、さらに1925年から1926年末まで第2軍管区司令部(Wehrkreis-Kommando II)（第2師団）の参謀長となる。1927年から1930年まで第10歩兵連隊の連隊長に就任。さらに1930年から1932年にかけてはマグデブルクの第4軍管区歩兵指導者(Infanterieführer IV)を務めて、訓練を担当した。1931年2月に少将に昇進した。1932年1月31日に退役するとともに名誉階級中将の階級を贈られた。陸軍軍人として理想的な出世コースを進んだハウサーであったが、彼の辛辣な言葉は国防軍内に多くの敵を作っていたという。
1932年2月に退役軍人から組織される右翼団体鉄兜団に加入した。鉄兜団ではブランデンブルクの地方指導者(Landesführer)を務めた。

### 親衛隊
1933年に国家社会主義ドイツ労働者党(ナチ党)が政権を獲得すると、鉄兜団は突撃隊に吸収されることになり、1934年3月にハウサーは突撃隊大佐の階級が与えられるとともにブランデンブルクの突撃隊予備部隊の司令官に任命された。
だが、同年6月30日に発生した突撃隊幹部の粛清後、第一次世界大戦で同じ連隊に勤務していた戦友の、パウル・シャルフェ(Paul Scharfe)（後の親衛隊法務本部本部長）から親衛隊全国指導者ハインリヒ・ヒムラーを紹介される。ヒムラーが親衛隊内に武装部隊を育成しようとしていた思惑もあって、1934年11月15日に親衛隊に移籍（隊員番号239,795）。。
同年12月14日にはライプシュタンダルテ・アドルフ・ヒトラーと親衛隊政治予備隊（SS-Politische Bereitschaft）が統合されて武装親衛隊の前身である親衛隊特務部隊（SS-Verfügungstruppe,略称SS-VT）が編成された。ハウサーはこの編成にあたって中心的役割を果たした。各地の政治予備隊を連隊「ドイッチュラント」（連隊長フェリックス・シュタイナー親衛隊大佐）と連隊「ゲルマニア」（連隊長カール・マリア・デメルフーバー(Karl Maria Demelhuber）親衛隊大佐）の二個連隊に集約した。
ブラウンシュヴァイクの親衛隊士官学校(SS-Junkerschule)の創設にも携わり、その初代校長に就任した。さらに1935年8月から1937年5月にかけては二つの親衛隊士官学校の総監に就任した。1936年6月から1937年10月にかけては親衛隊本部第1部の作戦指導部(Führungsamt)の部長に就任した。また同年10月1日には親衛隊本部の下に親衛隊特務部隊総監職が新設され、ハウサーが就任した。1937年5月1日にナチ党に入党（党員番号4,138,779）。
こうした地位に基づいてハウサーは親衛隊特務部隊の教育に当たり、「ヒムラーの政治的兵士たち」を実戦に出せるレベルに叩き上げた。ハウサーの活躍が後に精鋭と評される部隊群を生み出したと言える。しかしながら特務部隊総監でありながらハウサーが特務部隊の指揮権を握るのは容易ではなかった。特務部隊の前身である政治予備隊が一般親衛隊の親衛隊地区に属していた事もあり、親衛隊地区司令官との間で特務部隊の指揮権の争いが起こった。またライプシュタンダルテ司令官ヨーゼフ・ディートリヒも独自の指揮権を主張してハウサーの指揮権を拒絶していた。それでもハウサーが鍛えた特務部隊員とライプシュタンダルテの隊員の練度の差が広がってくるとディートリヒもハウサーに訓練を任せざるを得なくなっていった。

### 第二次世界大戦

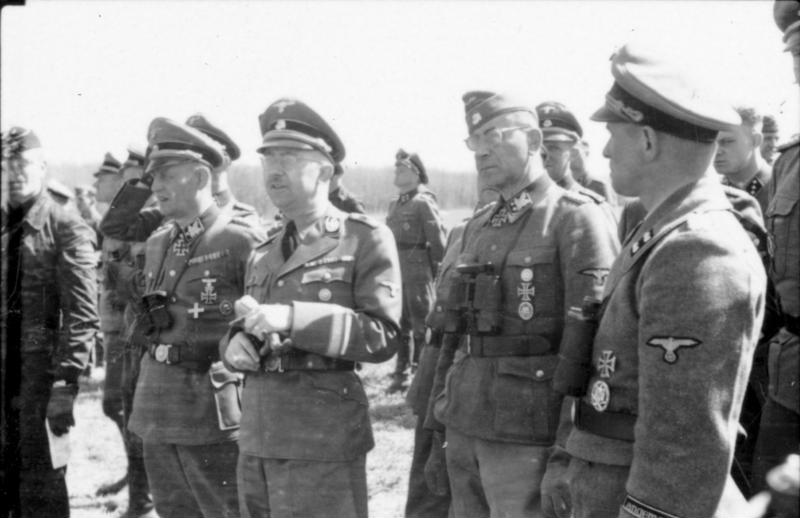
1943年4月1日、ロシア・ハリコフ。前線視察に訪れたヒムラー（中央）。ヒムラーの右がハウサー。左はヴァルター・クリューガー。

第二次世界大戦が始まり、ポーランド侵攻が開始されると親衛隊特務部隊の「ドイッチュラント」連隊が装甲師団「ケンプフ」(de)（師団長ヴェルナー・ケンプフ少将）に組み込まれた。同師団は主力たる装甲部隊が陸軍の連隊、歩兵部隊が特務部隊の「ドイッチュラント」連隊で構成される陸軍と親衛隊特務部隊の混合師団だった。ハウサーはポーランド戦中、師団「ケンプフ」において陸軍部隊と特務部隊の連絡役を務めていた。
ポーランド戦後、親衛隊特務部隊は武装親衛隊と名称を変え、ライプシュタンダルテを除く親衛隊特務部隊三連隊でもって親衛隊特務師団が編成され、ハウサーがその師団長に就任した。
1940年の西方電撃戦ではハウサー率いるSS特務師団はB軍集団に属してオランダへ侵攻し、ついでフランス戦に転じた。フランスでの戦勝後、再編されて「SS師団ライヒ」となった。この師団はバルカン戦線 (第二次世界大戦)にも参加し、ベオグラードを陥落させた。
1941年、ハウサーと師団はハインツ・グデーリアン将軍の率いる第2装甲集団の一員として独ソ戦に参加。モスクワの戦いで軍の先鋒として活躍し、ハウサーは階級を親衛隊大将に進め、騎士十字章を受章するも、戦闘中に右目を負傷し失明。師団長の座をヴィルヘルム・ビットリヒに譲り、1年間前線から離れる。
翌1942年、ハウサーはSS装甲軍団司令官に就任した。このSS装甲軍団は、LSSAH師団、ダス・ライヒ師団（ハウサーの古巣である）、トーテンコプフ師団、ヴィーキング師団の4個SS師団により編成されるものであった。
ハウサー軍団はハリコフの守備に就くが、スターリングラードを守っていたフリードリヒ・パウルス元帥の第6軍が降伏すると、ハウサー軍団も包囲殲滅の窮地に陥る。しかし、ヒトラー総統は「死守命令」を下し、SS装甲軍団はハリコフで降伏か全滅を待つだけとなった。この時、1943年2月15日、ハウサーは総統命令を無視し全軍の撤退を下命した。ヒトラーは激怒し、ハウサーの降格を口にしたが、そうしている最中もハウサーはマルキアン・ポポフ率いるソ連戦車軍を撃破し、エーリッヒ・フォン・マンシュタイン元帥の指揮下で行われた反攻作戦に従事、ハリコフの奪回に成功している。続いてクルスクの戦いでもハウサーの装甲軍団は活躍し、大戦果を挙げた。なお、この一連の武勲に対して柏葉騎士十字章を受章。降格の話は消えることとなる。
1944年、SS装甲軍団は改編されてハウサーは第2SS装甲軍団司令官に任命され、西部戦線に配置されることとなる。彼はその軍団を率いてノルマンディーの戦いに参加していたが、所属していた第7軍司令官のフリードリヒ・ドルマン上級大将が自殺したため国防軍を信用していなかったヒトラーの意向もありハウサーは第7軍司令官に昇格された。その後、第7軍を率いて必死の防戦を行うもヒトラーは状況を理解せずリュティヒ作戦を発動、ドイツ軍の反撃は失敗し逆に多くの将兵がファレーズ・ポケットに取り残されかねない危機的な状況に陥る。しかし連合軍による包囲網が完全に完成していなかったことも幸いし、ハウサーは第7軍の少なくない部分を包囲網から撤退させることに成功する。しかし最後まで前線に残って指揮を執っていたため銃撃され重傷を負い、後送された。第7軍の指揮は部下のハインリッヒ・エーバーバッハ装甲兵大将が引き継ぐ事となった。ハウサーはこの功績を認められ、柏葉剣付騎士十字章を受け、階級も親衛隊上級大将へ進み、翌年1月にはＧ軍集団司令官に昇任するが4月には解任されている。その月の30日、ヒトラーは自殺し、ドイツは降伏、戦争は終結することとなる。終戦直前に解任されているものの、終戦時には西部戦線において親衛隊の降伏を指揮した。

### 戦後
1948年まで米軍の捕虜収容所に拘留されていた。ニュルンベルク裁判では弁護側証人として出廷しており、武装親衛隊は他の親衛隊組織と異なり純粋な軍事組織であると主張した。
戦後は旧武装親衛隊員相互扶助協会（HIAG）の活動に従事し、武装親衛隊の名誉回復に尽力した。武装親衛隊は完全に国防軍軍人と同じであり、また非常に多国籍化された軍隊であったためNATO軍の先駆けともいえると主張した。1966年には回顧録『武装SSは他の兵士たちと全く同じ(Soldaten wie andere auch. Der Weg der Waffen-SS)』(ISBN 978-3921242469)を著した。
東西冷戦の中で西ドイツの空気も変わったこともあり、ハウサー達の努力の結果、武装親衛隊員に課せられていた様々な法的制限の問題についてはほぼ解決した。1972年にルートヴィヒスブルクで死去した。

## キャリア

### 陸軍階級
- 1899年3月20日、少尉(Leutnant)[4][3]
- 1909年8月19日、中尉(Oberleutnant)[4][3]
- 1913年10月1日、大尉(Hauptmann)[4][3]
- 1918年3月22日、少佐(Major)[3]
- 1922年11月15日、中佐(Oberstleutnant)[4]
- 1927年7月1日、大佐(Oberst)[4][3]
- 1931年2月1日、少将(Generalmajor)[4][3]
- 1932年1月31日、名誉階級中将(Charakter als Generalleutnant)[3]

### 親衛隊階級
- 1934年3月、突撃隊大佐(SA-Standartenführer)[3]
- 1934年11月15日、親衛隊大佐(SS-Standartenführer)[3]
- 1935年7月1日、親衛隊上級大佐(SS-Oberführer)[3]
- 1936年5月22日、親衛隊少将(SS-Brigadeführer)[3]
- 1939年6月1日、親衛隊中将(SS-Gruppenführer)[3]
- 1939年11月19日、武装親衛隊中将(Generalleutnant der Waffen-SS)[3]
- 1941年10月1日、親衛隊大将および武装親衛隊大将(SS-Obergruppenführer und General der Waffen-SS)[3][25]
- 1944年8月1日、親衛隊上級大将および武装親衛隊上級大将(SS-Oberst-Gruppenführer und Generaloberst der Waffen-SS)[3][25]

### 受章
- 鉄十字章
  - 1914年版二級鉄十字章（一次大戦中）[3][2]
    - 1939年版二級鉄十字章略章（1939年9月）[3]

  - 1914年版一級鉄十字章（一次大戦中）[3][2]
    - 1939年版一級鉄十字章（1940年5月17日）[3]

  - 騎士鉄十字章（1941年8月8日）[3][26]
    - 柏葉章（1943年7月28日）[3][25]
    - 剣章（1944年8月26日）[3][25]
- 戦傷章
  - 銀章（1942年5月9日）[3][25]
- 航空観測員バッジ(Flieger Beobachterabzeichen)（一次大戦前）
- ホーエンツォレルン王家勲章剣付き騎士十字章（プロイセン王国）（一次大戦中）[3][2]
- 四級剣付き軍功勲章(de)（バイエルン王国）（一次大戦中）[3][2]
- アルブレヒト勲章一級剣付き騎士十字章(de)（ザクセン王国）（一次大戦中）[3][2]
- フリードリヒ勲章一級剣付き騎士十字章(de)（ヴュルテンベルク王国）（一次大戦中）[3][2]
- 鉄戦功十字章(Eisernes Verdienstkreuz)三級戦争章（オーストリア＝ハンガリー帝国）[6]
- 三級軍功十字章戦争章(de)（オーストリア＝ハンガリー帝国）（一次大戦中）[6]
- 名誉十字章前線戦士章[3]
- 黄金ナチ党員バッジ（1943年1月30日）[3]
- 親衛隊名誉リング[3]
- 親衛隊全国指導者名誉長剣[3]